# Ельєс Схірі
Ельєс Схірі (фр. Ellyes Skhiri, араб. إلياس صخيري, нар. 10 травня 1995, Люнель) — туніський футболіст, півзахисник клубу «Айнтрахт» (Франкфурт) та національної збірної Тунісу.

## Клубна кар'єра
Народився 10 травня 1995 року в місті Люнель. Вихованець футбольної школи клубу «Монпельє». З 2012 року став виступати за дублюючу команду в аматорському чемпіонаті, в якій провів три сезони, взявши участь у 57 матчах чемпіонату, а 2015 року потрапив до першої команди «Монпельє». 21 березня 2015 року дебютував у Лізі 1 в матчі проти «Евіана», замінивши Поля Ласна. Станом на 31 травня 2018 року відіграв за команду з Монпельє 86 матчів в національному чемпіонаті.

## Виступи за збірні
Схірі народився і виріс на території Франції у родині тунісців, тому отримував запрошення від збірних цієї країни. Єдиний матч за олімпійську збірну Тунісу провів в 2014 році в товариській грі проти олімпійської збірної Марокко.
23 березня 2018 року дебютував за національну збірну Тунісу в товариському матчі проти збірної Ірану (1:0), а влітку того ж року поїхав з командою на чемпіонат світу 2018 року у Росії.

## Статистика виступів

### Статистика клубних виступів
| Сезон             | Команда           | Чемпіонат         | Чемпіонат | Чемпіонат | Національний кубок | Національний кубок | Національний кубок | Континентальні кубки | Континентальні кубки | Континентальні кубки | Інші змагання | Інші змагання | Інші змагання | Усього | Усього | Усього |
| Сезон             | Команда           | Ліга              | Ігор      | Голів     | Ліга               | Ігор               | Голів              | Ліга                 | Ігор                 | Голів                | Ліга          | Ігор          | Голів         | Ігор   | Голів  |        |
| ----------------- | ----------------- | ----------------- | --------- | --------- | ------------------ | ------------------ | ------------------ | -------------------- | -------------------- | -------------------- | ------------- | ------------- | ------------- | ------ | ------ | ------ |
| 2014–15           | «Монпельє»        | Л1                | 2         | 0         | КФ+КЛ              | 0                  | 0                  |                      | -                    | -                    |               | -             | -             | 2      | 0      |        |
| 2015–16           | «Монпельє»        | Л1                | 12        | 2         | КФ+КЛ              | 0+1                | 0                  |                      | -                    | -                    |               | -             | -             | 13     | 2      |        |
| 2016–17           | «Монпельє»        | Л1                | 37        | 1         | КФ+КЛ              | 1+1                | 0                  |                      | -                    | -                    |               | -             | -             | 39     | 1      |        |
| Усього за кар'єру | Усього за кар'єру | Усього за кар'єру | 51        | 3         |                    | 3                  | 0                  |                      | -                    | -                    |               | -             | -             | 54     | 3      |        |